# Celler i Cooperativa (el Masroig)
Celler i Cooperativa és una obra noucentista del Masroig (Priorat) inclosa a l'Inventari del Patrimoni Arquitectònic de Catalunya.

## Descripció
Conjunt format per tres naus. La més antiga, la del celler cooperatiu, del 1917, presenta una façana de caràcter noucentista, però força senzill, que va ser remodelada el 1974, quan es va construir una segona nau, per estatjar la cooperativa, amb façana molt simple; finalment, el 1990 s'hi afegí una tercera nau, la façana de la qual imita la de la primitiva nau.
La nau primitiva, l'única que té un cert valor patrimonial, té actualment coberta de fibrociment (uralita) que va substituir l'original de teula.

## Història
L'any 1917 es va fundar el Sindicat Agrícola i Caixa Rural del Masroig, dins del corrent de l'època del cooperativisme agrícola. Inicialment, hi havia dos cellers cooperatius, que es van unificar el 1945, amb la llei de cooperatives. Des de llavors s'anomena Cooperativa Agrícola i Caixa Rural de Sant Bartomeu i comercialitza gairebé tot el vi i l'oli del terme.